# HY473

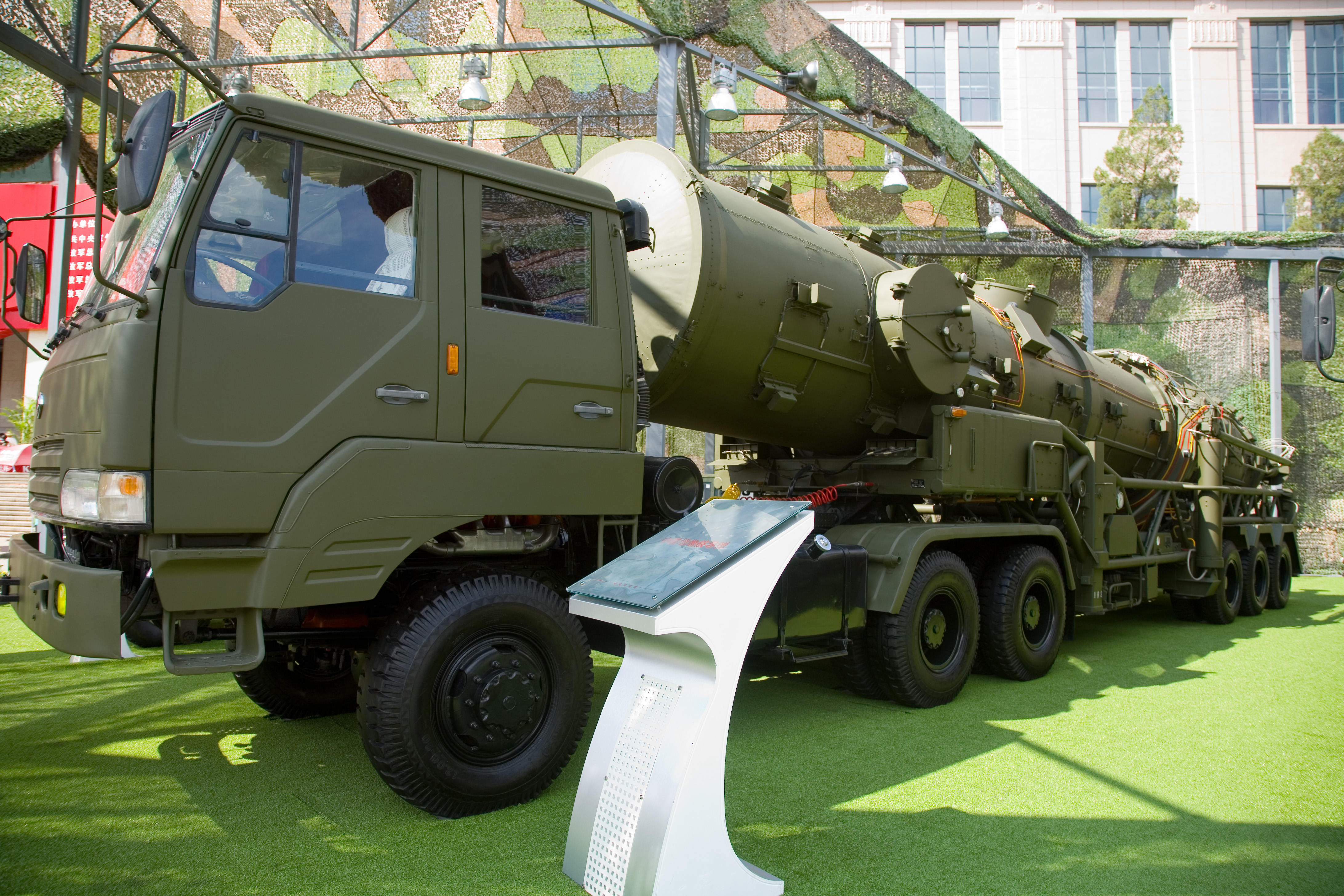
Eine HY4260-Zugmaschine mit drei Achsen und mit einer DF-21-Rakete auf dem Anhänger HY962

Der HY473 (oder Type 82) ist ein schwerer chinesischer -Lastkraftwagen mit Allradantrieb, der als Ausgangsmodell für weitere chinesische Militär-LKWs diente.

## Beschreibung
Der chinesische Fahrzeugbauer Hanyang Special Auto Works begann Ende der 1970er-Jahre mit der Entwicklung der Sattelzugmaschine HY473 und des Aufliegers HY962, die als mobile Startrampe für die Atomrakete DF-21A vorgesehen waren. Die DF-21A-Rakete ist in einem Start- und Transportbehälter untergebracht, der auf dem dreiachsigen HY962-Anhänger installiert ist. Der Frontlenker-Lkw hat eine Doppelwinde hinter dem Führerhaus. Das kippbare Fahrerhaus bietet insgesamt sechs Personen Platz und ist in der HY473-Version dem der LKW-Modelle von Mitsubishi Fuso nachempfunden.
Andere Modelle, die auf den HY473 zurückgehen, werden als Schwerlasttransporter mit bis zu 60 Tonnen Nutzlast von der Volksbefreiungsarmee verwendet, um Kampfpanzer und andere Kettenfahrzeuge über lange Strecken kostengünstig und ohne übermäßigen Straßenverschleiß zu transportieren. Der HY473 wird von einem luftgekühlten 12-Zylinder-KHD-F12L413F-V-Dieselmotor mit 261 kW (355 PS) Leistung bei 2500/min angetrieben. Spätere Modelle finden als Startfahrzeug für Flugabwehrraketen Verwendung.

## Technische Daten
Für das Grundmodell HY473.
- Motor: Zwölfzylinder-Dieselmotor
- Motortyp: KHD F12L413F
- Leistung: 355 PS
- Drehmoment: 2500 Nm
- Hubraum: 19.144 cm³
- Getriebe: 9 Vorwärtsgänge und ein Rückwärtsgang
- Getriebetyp: ZF5S-111GPA
- Höchstgeschwindigkeit: 64 km/h
- maximal befahrbare Steigung: 22 %
- Antriebsformel: 6×6

Abmessungen und Gewichte
- Länge: 7345 mm
- Breite: 2580 mm
- Höhe: 2950 mm über Fahrerhaus
- Radstand: 3500 + 1500 mm
- Bodenfreiheit: 340 mm
- Gewicht (unbeladen, ohne Auflieger): 12.500 kg
- Gewicht (unbeladen, mit Auflieger): 32.000 kg
- Gewicht (beladen, mit Sattelanhänger): 91.000 kg

## Varianten
- HY2150: Allrad-Lkw, 4×4

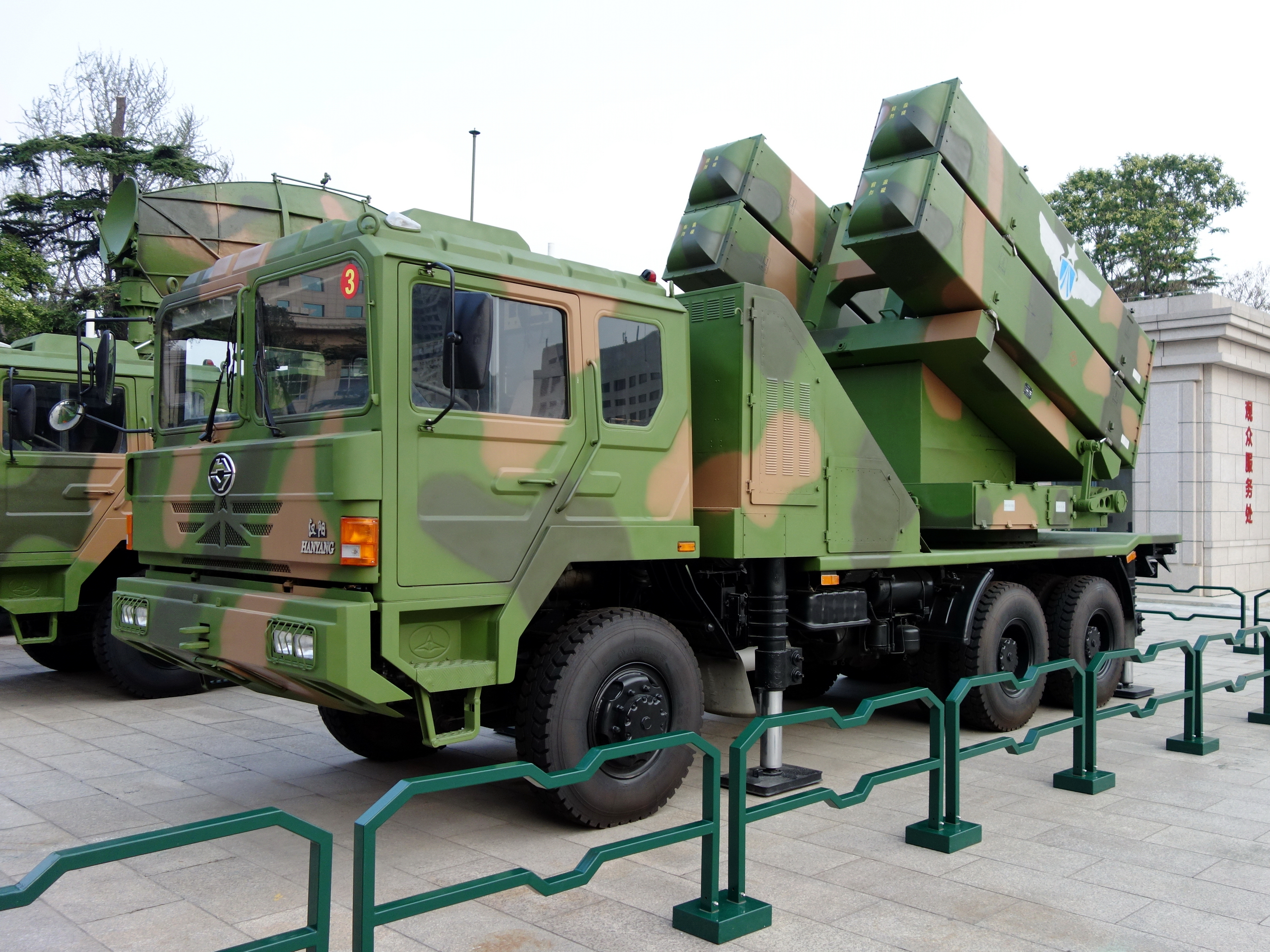
HY2220S des HQ-64-Raketensystems

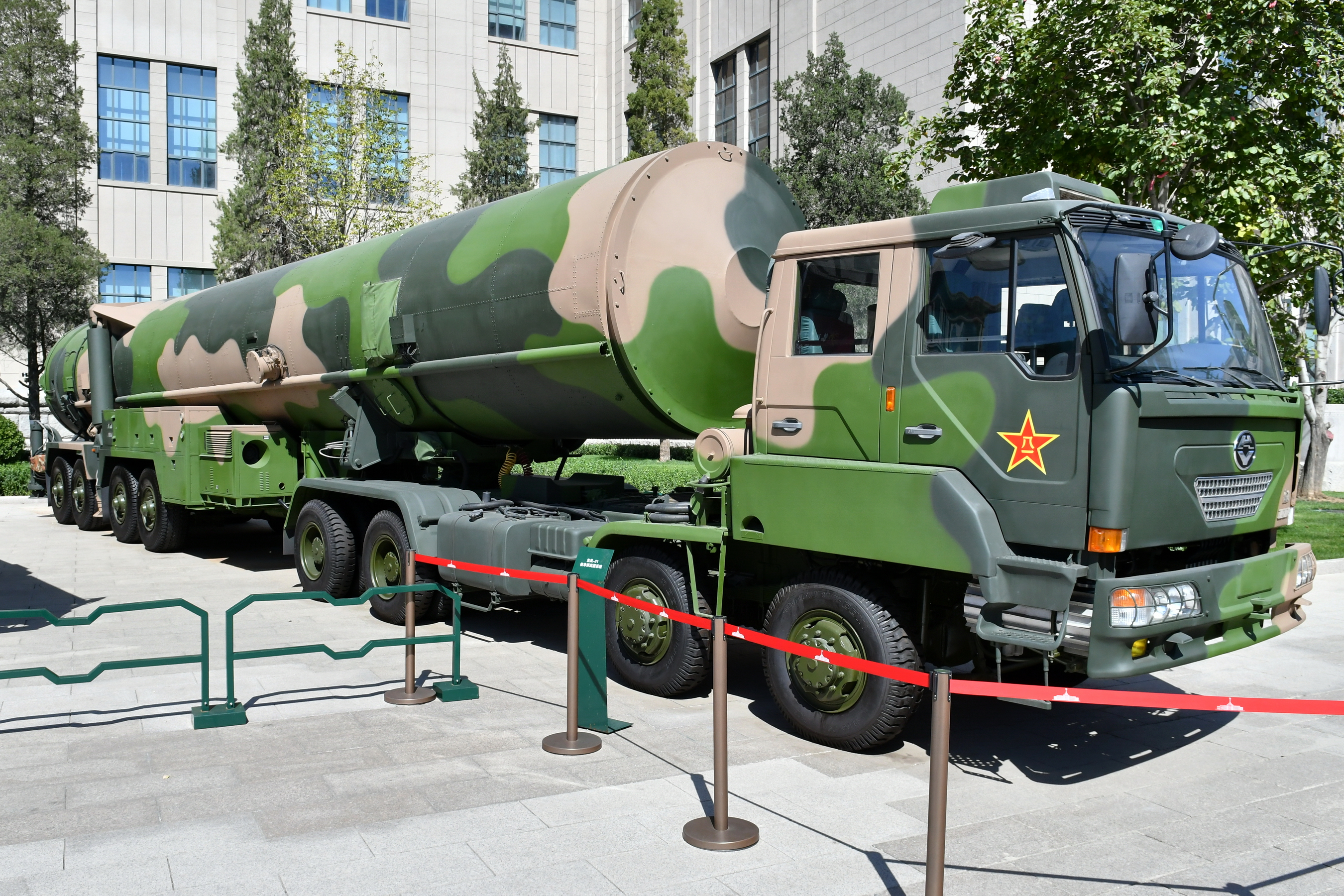
HY4330-Zugmaschine mit Anhänger der DF-31-ICBM

- HY4160: Schwerlasttransporter, 4×4
- HY4191: Schwerlasttransporter, 4×4, 25 Tonnen
- HY2220S: Chassis, 6×6, Startfahrzeug für das HQ-64-Flugabwehrraketensystem
- HY4260S: Allrad-Zugmaschine, 6×6, mobile Raketenstartrampe für die DF-21-IRBM
- HY473AS: Schwerlasttransporter, 6×6, 50 Tonnen
- HY4301S: Schwerlasttransporter, 6×6, 30 Tonnen
- HY4320AH: Schwerlasttransporter, 6×6, 50 Tonnen
- HY4320S: Schwerlasttransporter, 6×6, 60 Tonnen
- HY5270: Allrad-Lkw, 6×6
- HY5300R: Allrad-Lkw, 6×6
- HY4310: Zugmaschine (8×8) für den TEL-Anhänger der DF-31-ICBM
- HY4390S: Schwerlasttransporter, (8×8), 60 Tonnen
- HY4330: Zugmaschine (8×8) für den TEL-Anhänger der DF-31-ICBM (modernisierte Version)